# 平時範
平 時範（たいら の ときのり）は、平安時代後期の貴族。桓武平氏高棟流、尾張守・平定家の子。官位は正四位下・右大弁。

## 経歴
文章生から加賀掾を経て、白河朝の初めに六位蔵人・左衛門尉を務める。兵部少輔に遷った後、越中守として白河朝の後期には地方官も務めた。
白河院政期に入り、勘解由次官として京官に復したのち、寛治4年（1090年）五位蔵人、寛治8年（1094年）右少弁と右衛門権佐（検非違使佐）を兼帯し、承徳2年（1098年）に蔵人衛門佐を離れるまで三事兼帯となる。その後も、承徳2年（1098年）左少弁、康和元年（1099年）右中弁、康和2年（1100年）従四位上、康和4年（1102年）正四位下・権左中弁、嘉承元年（1106年）右大弁と堀河朝中期から後期にかけて弁官を務めながら昇進を重ねた。また、摂関家の藤原師通の家司も務めている。
鳥羽朝の天仁元年（1108年）10月に右大弁を辞し、出家して法名を定恵（または貞恵）と称す。翌天仁2年（1109年）2月10日卒去。享年56。

## 人物
仏画をよくしたといい、また文筆にも優れていた。三事兼帯経験がある実務家であった。康和元年（1099年）に因幡守として任地へ赴いたときの記録が日記『時範記』に残っており、当時の受領の行動や、因幡の状況を知ることができる貴重な史料となっている。

## 官歴
- 治暦2年（1066年） 9月：登省[1]
- 時期不詳：文章生
- 延久3年（1071年） 正月：加賀掾[2]
- 承保3年（1076年） 正月：左衛門尉[3]。3月15日：見六位蔵人。10月24日：見蔵人検非違使左衛門尉
- 時期不詳：従五位下
- 承暦3年（1079年） 7月10日：兵部少輔[4]
- 永保2年（1082年） 3月13日：見越中守?[5]
- 応徳3年（1086年） 11月26日：見前越中守[6]
- 寛治2年（1088年） 3月13日：見勘解由次官[7]
- 時期不詳：従五位上
- 寛治4年（1090年） 6月5日：五位蔵人[8]
- 寛治5年（1091年） 正月22日：兼中宮権大進（中宮・媞子内親王）[9]。4月27日：正五位下[10]
- 寛治8年（1094年） 6月13日：右少弁、蔵人如元、元勘解由次官加賀権守[9]。12月17日：兼右衛門権佐、検非違使宣旨（三事兼帯）[9]
- 嘉保3年（1096年） 4月21日：防鴨河使[11]
- 永長2年（1097年） 正月29日：左衛門権佐、兼中宮大進[12]
- 承徳2年（1098年） 7月9日：因幡守、右少弁中宮大進如元、去蔵人佐[9]。12月17日：左少弁[13]
- 康和元年（1099年） 12月14日：右中弁[14]
- 康和2年（1100年） 正月5日：従四位下[13]。7月23日：従四位上[13]
- 康和3年（1101年） 10月28日?：修理右宮城使[13]
- 康和4年（1102年） 正月5日：正四位下[13]。6月23日：権左中弁[13]
- 康和5年（1103年） 11月1日：近江守、元因幡守、相博[9]
- 長治2年（1105年） 12月19日：近江守（重任）[9]
- 嘉承元年（1106年） 6月?：辞中宮大進[15]。12月5日：兼内蔵頭[13]。12月27日：右大弁[9]
- 嘉承2年（1107年） 4月26日：藤原忠通家司[16]。7月：辞内蔵頭[9]
- 嘉承3年（1108年） 4月14日：辞近江守[9]。10月3日：辞右大弁[9]。10月24日：出家[13]
- 天仁2年（1109年） 2月10日：卒去[17]

## 系譜
- 父：平定家
- 母：藤原家任娘
- 妻：不詳
  - 男子：平実親（1087-1149）